# 아라초등학교 (제주)
아라초등학교는 대한민국 제주특별자치도 제주시 아라1동에 있는 공립 초등학교이다.

## 학교 연혁
- 1933년	4월 1일 아라 삼공의숙으로 개설
- 1941년	4월 1일 아라간이학교로 개설
- 1945년	10월 21일 아라공립국민학교로 승격 개칭(6년제)
- 1948년	11월 4일 4·3사건으로 교사 전소(폐교)
- 1960년	9월 1일 광양국민학교 아라분교장 설치
- 1963년	2월 21일 아라국민학교 3학급 설립 인가(아라 2동 거마동)
- 1963년	3월 6일 본교로 승격 개교, 아라국민학교로 개칭
- 1968년	3월 1일 영평분교장 설치
- 1968년	3월 7일 현 부지로 학교 이설(3개 교실 신축)
- 1969년	3월 1일 영평분교장 분리
- 1993년	3월 1일 특수학급(1학급) 편성 인가
- 1994년	5월 30일 급식소(꿈과 사랑의 집) 준공
- 1996년	3월 1일 아라초등학교로 개칭
- 1998년	3월 14일 병설유치원 개원
- 2001년	3월 1일 병설유치원 2학급 편성 인가
- 2013년	7월 16일 신관 증축 교사동 및 한우리관 개관
- 2014년	3월 17일 푸른 운동장 및 비가림 시설 준공
- 2016년	3월 11일 신관 교실 증축(15개 교실)
- 2017년	2월 10일 제53회 졸업(남 96명, 여 80명, 계 176명) 총계 4,849명
- 2017년	3월 1일 50학급 편성 인가(특수학급 1학급 포함)
- 2017년	9월 1일 제24대 김순관 교장 부임
- 2018년 3월 1일 제주형 교육복지사업 학교 지정(2년)
- 2018년 12월 20일 소프트웨어(SW)교육 우수학교 교육부장관 표창
- 2019년 1월 29일 제55회 졸업(230명) 총계 5,259명
- 2019년 2월 28일 신관 및 급식실 증축(교사동 5개 교실, 급식실)
- 2019년 3월 1일 60학급 편성 인가(특수학급 1학급 포함)

## 참고 자료
- 아라초등학교 - 한국교육학술정보원 학교알리미